# Токійська вежа
Токійська вежа (яп. 東京タワー, とうきょうタワー) — теле- та радіокомунікаційна вежа, яка розташована в особливому районі Мінато, Токіо, Японія.
Висота вежі — 332,6 метра, що на момент побудови робило її найвищою сталевою спорудою у світі.
Башта має ґратчасту структуру та, згідно з нормами авіаційної безпеки, пофарбована в інтернаціональний помаранчевий та білий кольори. Вежа входить до списку 29-ти найвищих об'єктів Міжнародної федерації висотних башт і займає серед них 12-е місце.
Побудована в 1958 році. Спочатку башта призначалася для телемовлення на територію Токіо та регіону Канто, але через три роки на неї встановили радіоантени, внаслідок чого стало можливо передавати радіохвилі. На сьогодні антени башти використовуються для трансляції теле- та радіосигналу найбільших японських телемереж NHK, TBS та Fuji Television.
До липня 2011 року в Японії планується повністю перейти з аналогового мовлення на цифрове, а висота Токійській вежі недостатня для задоволення потреб наземного цифрового телебачення. Саме тому нині ведеться будівництво нової телевежі, яка в 2011 році повинна буде перебрати на себе більшу частину функцій старої.
Крім основного свого призначення — передачі теле- та радіосигналу, башта також слугує туристичною пам'яткою, її вважають одним із символів Токіо. Щорічно більш як 2,5 млн туристів відвідують оглядові майданчики, зали та музеї вежі, а загалом від моменту відкриття в ній побувало близько 150 млн осіб. Внизу під вежею розташований чотириповерховий адміністративний будинок, який включає різноманітні музеї, ресторани та магазини. На відмітці 145 метрів розташована двоповерхова головна обсерваторія, окрім неї для відвідувачів ще доступна мала спеціальна обсерваторія, розташована на висоті 250 метрів.
Токійська телевежа часто є місцем подій у фільмах, серіалах, аніме та манзі, а також служить вказівкою того, що події розгортаються саме в Токіо.
Верхівка антени телевежі була погнута 11 березня 2011 року в результаті землетрусу.

## Історія будівництва
Необхідність у створенні великої комунікаційної вежі виникла в 1953 році в регіоні Канто після того, як станція громадянського мовлення NHK почала тут свої перші телевізійні трансляції. В умовах комунікаційного буму японський уряд був вкрай стурбований архітектурною композицією міста та побоювався тотального заповнення подібними баштами всього Токіо, тому було ухвалено рішення про зведення однієї потужної вежі, здатної покривати відразу весь регіон. Також, у 1950-х роках Японія перебувала в стані різкого економічного зростання, країна потребувала монументальну будову, яка б могла символізувати собою феноменальний підйом економіки.
Хісакіті Маеда, засновник та президент компанії Nippon Denpatō, спочатку збирався побудувати башту, що перевищує будинок Емпайр-Стейт-Білдінг, який на той момент був найвищою будівлею у світі. Але через нестачу грошових коштів та матеріалів ще на стадії проектування від цієї ідеї довелося відмовитися. У підсумку висоту визначили такою, щоб задовольняти потреби всіх телевізійних станцій регіону Канто, охоплюючи всі території в радіусі близько 150 кілометрів. Головним архітектором нового проекту був призначений Татю Найто, який раніше вже побудував безліч висотних будинків по всій Японії. Критично оцінивши досвід західного світу, Найто взяв за основу французьку Ейфелеву вежу, зведену в Парижі ще в 1889 році. Завдяки інженерної компанії Nikken Sekkei йому вдалося розробити конструкцію, яка здатна витримувати землетрус, що удвічі перевищуює силу Великого землетрусу Канто та тайфуни зі швидкістю вітру понад 220 кілометрів на годину (під час сильного тайфуну башта здатна нахилятися на 80 см без будь-яких пошкоджень своєї цілісності).

Будівництво башти (25 лютого 1958 року)

На реалізацію нового архітектурного проекту було найнято кілька сотень тобі, традиційних японських будівельників, що спеціалізуються на зведенні висотних споруд. В ролі забудовника виступила корпорація Такенака, перший камінь фундаменту закладено в червні 1957 року, після чого на об'єкті щодня працювало близько 400 найманих робітників. Основним матеріалом вежі стала сталь, третина якої була здобута шляхом переплавлення американських танків, підбитих під час Корейської війни. 14 жовтня 1958 року в проектне положення була встановлена 80-метрова антена, що дозволило Токійській башті стати вище Ейфелевої на 13 метрів. Попри те, що Токійська телевежа по висоті перевищує Ейфелеву, завдяки вдосконаленій конструкції вага її набагато менша - лише 4000 тонн, тобто на 3300 тонн легше.
Згодом інші країни побудували кілька ще вищих веж, однак Токійська досі зберігає за собою звання найвищої сталевої споруди у світі та найвищої архітектурної будови Японії. Офіційне відкриття вежі відбулося 23 грудня 1958 року. Витрати на будівництво склали 2,8 млрд єн (що за курсом того часу дорівнює 8,4 млн $). У 2000 році вартість Токійській вежі була оцінена в 10 млрд єн.

## Призначення
Основною функцією вежі є утримання та обслуговування теле- та радіокоммунікаційних антен, але крім цього тут також організований туристичний центр з великим різноманіттям визначних пам'яток. З моменту відкриття в 1958 році Токійську вежу відвідали близько 150 млн осіб. До 2000 року відвідуваність була порівняно невеликою (2,3 млн), але потім адміністрація ухвалила рішення про організацію за допомогою вежі нічних світлових шоу, завдяки чому відвідуваність збільшилася до 3 млн осіб на рік. Перш ніж потрапити в саму вежу, туристи мають відвідати так зване «підніжне містечко» - чотириповерховий будинок, розташований прямо під вежею. Тут відвідувачі можуть поїсти, купити що-небудь у магазинах та відвідати музеї та галереї. За допомогою ліфта з підніжного містечка можна піднятися в одну з оглядових платформ, двоповерхову головну обсерваторію. За додаткову плату можна придбати квиток, що дозволяє скористатися іншою системою ліфтів і з другого поверху головної обсерваторії піднятися на найвищу платформу вежі, спеціальну обсерваторію.

### Оглядові майданчики
У Токійській вежі для відвідувачів доступні два оглядових майданчики - головна та спеціальна обсерваторії; обидва відкривають огляд на 360 градусів, і при ясній погоді на півдні навіть можна розгледіти гору Фудзі.
Двоповерхова головна обсерваторія розташована на висоті в 145 метрів, тут туристам відкриваються панорамний вид на місто та деякі інші цікаві місця. На першому поверсі розташоване невелике кафе та нічний клуб зі сценою, яка зазвичай використовується для живих музичних виступів. Також на цьому поверсі в підлозі влаштовані два оглядових вікна, завдяки яким відкривається ще й вигляд униз на землю.
На другому поверсі (150 метрів) присутні невеликий сувенірний магазин та справжній синтоїстський храм, який є найвищим храмом у Токіо. Також на другому поверсі організовані ліфти, які транспортують туристів на майданчик спеціальної обсерваторії. Цей майданчик розташований на висоті в 250 метрів.

## Галерея
|                                                   |  | |  |                                                                                              |
| Освітлення на Всесвітній день боротьби з діабетом |  | Помаранчеве освітлення. На дісплеї надписи «TOKYO» та «2016» на честь заявки Японії на проведення Олімпійських ігор 2016 року |  | Святкове освітлення на честь 50-ї річниці весілля Імператора Японії Акіхіто (10 квітня 2009) |

|  |  |  |  |  |

|                    |  |               |  |                    |
| Синтоїстський храм |  | Сходові марші |  | Акваріумна галерея |